# Campionati europei di atletica leggera 1950 - 1500 metri piani
I 1500 metri piani ai campionati europei di atletica leggera 1950 si sono svolti dal 24 al 27 agosto 1950.

## Podio
| Oro     | Wim Slijkhuis Paesi Bassi        |
| Argento | Patrick El Mabrouk Francia       |
| Bronzo  | William Nankeville Gran Bretagna |

## Risultati

### Semifinali
Passano alla finale i primi quattro atleti di ogni batteria (Q).

#### Semifinale 1
| Posizione | Nome           | Nazionalità   | Tempo  | Note |
| --------- | -------------- | ------------- | ------ | ---- |
| 1         | Len Eyre       | Gran Bretagna | 3'53"0 | Q    |
| 2         | Ilmari Taipale | Finlandia     | 3'53"2 | Q    |
| 3         | Frans Herman   | Belgio        | 3'54"6 | Q    |
| 4         | Lennart Strand | Svezia        | 3'58"2 | Q    |
| 5         | Zdravko Ceraj  | Jugoslavia    | 4'01"8 |      |

#### Semifinale 2
| Posizione | Nome                | Nazionalità   | Tempo  | Note |
| --------- | ------------------- | ------------- | ------ | ---- |
| 1         | Jean Vernier        | Francia       | 3'54"6 | Q    |
| 2         | Ingvar Ericsson     | Svezia        | 3'54"7 | Q    |
| 3         | Andrija Otenhajmer  | Jugoslavia    | 3'55"0 | Q    |
| 4         | Bill Nankeville     | Gran Bretagna | 3'55"6 | Q    |
| 5         | Hans Harting        | Paesi Bassi   | 3'56"8 |      |
| 6         | Alois Imfeld        | Svizzera      | 4'01"2 |      |
| 7         | Angelo Tagliapietra | Italia        | 4'01"8 |      |

#### Semifinale 3
| Posizione | Nome               | Nazionalità    | Tempo  | Note |
| --------- | ------------------ | -------------- | ------ | ---- |
| 1         | Patrick El Mabrouk | Francia        | 4'01"8 | Q    |
| 2         | Wim Slijkhuis      | Paesi Bassi    | 4'02"6 | Q    |
| 3         | Václav Čevona      | Cecoslovacchia | 4'02"8 | Q    |
| 4         | Daniel Janssens    | Belgio         | 4'04"2 | Q    |
| 5         | Bruno Schneider    | Austria        | 4'04"8 |      |
| 6         | Loukas Adamopoulos | Grecia         | 4'06"6 |      |
| 7         | Pétur Einarsson    | Islanda        | 4'08"8 |      |

### Finale
| Pos.    | Nome               | Nazionalità    | Tempo  | Note                  |
| ------- | ------------------ | -------------- | ------ | --------------------- |
| Oro     | Wim Slijkhuis      | Paesi Bassi    | 3'47"2 | Record dei campionati |
| Argento | Patrick El Mabrouk | Francia        | 3'47"8 |                       |
| Bronzo  | Bill Nankeville    | Gran Bretagna  | 3'48"0 | Record nazionale      |
| 4       | Ilmari Taipale     | Finlandia      | 3'50"4 |                       |
| 5       | Len Eyre           | Gran Bretagna  | 3'51"0 |                       |
| 6       | Václav Čevona      | Cecoslovacchia | 3'51"4 |                       |
| 7       | Ingvar Ericsson    | Svezia         | 3'52"4 |                       |
| 8       | Jean Vernier       | Francia        | 3'53"2 |                       |
| 9       | Andrija Otenhajmer | Jugoslavia     | 3'53"4 |                       |
| 10      | Daniel Janssens    | Belgio         | 3'56"8 |                       |
| 11      | Frans Herman       | Belgio         | 4'05"2 |                       |
|         | Lennart Strand     | Svezia         | dnf    |                       |